# Schaller (Familienname)
Schaller ist ein Familienname:

## Namensträger

### A
- Adolf Schaller (* 1956), US-amerikanischer Maler und Illustrator
- Albert Schaller (1894–1969), deutscher Unternehmer und Firmengründer
- Alfred Schaller (1908–1985), Schweizer Politiker (FDP), Nationalratspräsident
- Alina Schaller (* 1997), österreichische Schauspielerin
- André Schaller (Bildhauer) (1920–1981), niederländischer Bildhauer
- André Schaller (Diplomat) (* 1958), Schweizer Diplomat
- André Schaller (Politiker) (* 1973), deutscher Politiker (CDU)
- Andrea Schaller (* 1976), deutsche Fußballspielerin
- Andreas Schaller (Theologe) (* 1961), deutscher katholischer Theologe und Autor
- Andreas Schaller (Biologe) (* 1962), deutscher Biologe, Pflanzenphysiologe und Hochschullehrer
- Andreas Schmidt-Schaller (* 1945), deutscher Schauspieler
- Anton Schaller (Maler, 1773) (1773–1844), österreichischer Maler
- Anton Schaller (Maler, 1900) (1900–1974), deutscher Maler
- Anton Schaller (Mediziner) (1933–2018), österreichischer Gynäkologe
- Anton Schaller (Journalist) (* 1944), Schweizer Journalist und Politiker (LdU)

### B
- Beat Schaller (* 1958), Schweizer Autor und Manager
- Bernd Schaller (* 1963), deutscher Fotograf
- Berndt Schaller (1930–2020), deutscher Theologe und Hochschullehrer
- Birgit Schaller (* 1961), deutsche Kabarettistin
- Bruno Schaller (* 1958), Schweizer Lehrer, Journalist und Pilot

### C
- Carl Otto Schaller (1857–1917), deutscher Architekt und Bauunternehmer
- Caspar Schaller (um 1490–1542), Schweizer Publizist
- Charles-Joseph Schaller (1773–1842; auch Karl von Schaller), Schweizer Politiker, Staatsrat Freiburg, Tagsatzungsgesandter
- Chica Schaller (1937–2019), deutsche Neurobiologin
- Christian Schaller (Architekt) (* 1937), deutscher Architekt
- Christian Schaller (Theologe) (* 1967), deutscher katholischer Theologe
- Christian Schaller (Sozialwissenschaftler), österreichischer Sozialwissenschaftler, Herausgeber der SWS-Rundschau
- Christian Schaller (Fußballspieler) (* 1985), österreichischer Fußballspieler
- Christine Schmidt-Schaller (* 1947), deutsche Schauspielerin und Regisseurin, siehe Christine Krüger (Schauspielerin)
- Curt O. Schaller (* 1964), deutscher Kameramann, Steadicam Operator und Fotograf sowie Oscarpreisträger

### D
- Daniel Schaller (1551–1630), deutscher lutherischer Theologe, Generalsuperintendent in Stendal
- Detlef Schaller (* 1943), deutscher Verleger
- Dieter Schaller (1929–2003), deutscher Mittellateiner

### E
- Eberhard Schaller (1951–2016), deutscher Meteorologe
- Eduard Schaller (1802–1848), österreichischer Maler
- Ellen Schaller (* 1965), deutsche Kabarettistin
- Emil Schaller (1857–1921), deutscher Unternehmer
- Ernő Schaller-Baross (* 1987), ungarischer Politiker der Fidesz und Mitglied des Europäischen Parlaments
- Ernst Schaller (Unternehmer) (?–1906), deutscher Fabrikant und Betriebsgründer
- Ernst Johann Schaller (1841–1887), deutscher Maler und Hochschullehrer
- Erwin Schaller (1904–1984), österreichischer Gitarrist, Gitarrenpädagoge, Herausgeber von Gitarrenmusik und Komponist, mit Karl Scheit Verfasser eines Lehrwerks für Gitarre
- Evamaria Schaller (* 1980), österreichische Video- und Performance-Künstlerin

### F
- Ferdinand Schaller (1835–1884), deutscher Komponist und Geistlicher
- François Schaller (1920–2006), Schweizer Ökonom
- Franz Schaller (1895–1977), deutscher Unternehmer
- Frédéric de Schaller (1853–1917), Schweizer Maler
- Friedrich Schaller (Maler) (1812–1899), deutscher Maler
- Friedrich Schaller (1920–2018), deutscher Zoologe
- Friedrich Wilhelm Schaller (1835–?), deutscher Musikinstrumentenbauer
- Fritz Schaller (Fußballspieler) (1902–1983), deutscher Fußballspieler
- Fritz Schaller (1904–2002), deutscher Architekt

### G
- Gabriel Schaller (1912–1999), deutscher Gewerkschafter und Politiker (SPD), MdL Bayern
- Georg Schaller (Kartograf) (1816–1892), österreichischer Offizier und Kartograf
- Georg Schaller (Maler) (1861–1921), deutscher Maler und Grafiker
- Georg Schaller (Ingenieur) (* 1931), deutscher Ingenieur und Hochschullehrer
- George Schaller (* 1933), deutsch-amerikanischer Zoologe, Naturforscher und Umweltschützer
- Gérald Schaller (1954–2024), Schweizer Politiker, Minister Kanton Jura
- Gerd Schaller (* 1965), deutscher Dirigent
- Gerhard Schaller (1929–2006), deutscher Fußballspieler
- Gilbert Schaller (* 1969), österreichischer Tennisspieler
- Gottfried Jakob Schaller (1762–1831), deutscher protestantischer Geistlicher und Autor
- Gustav Schaller (1866–1945), Schweizer Politiker (liberal, danach FDP)

### H
- Hans Schaller (Bildhauer, I) (?–1594), deutscher Bildhauer und Baumeister
- Hans Schaller (Musiker) (vor 1595–1638), deutscher Musiker
- Hans Schaller (Bildhauer, II), deutscher Bildhauer
- Hans Schaller (Kameramann) (1911–1966), deutscher Kameramann und Fotograf
- Hans Schaller (Rennrodler), deutscher Rennrodler
- Hans Albert Otto Schaller (* 1958), freischaffender Künstler und deutscher Goldschmied
- Hans-Eberhard Schaller (1950–2020), deutscher Mediziner
- Hans-Jürgen Schaller (Sportwissenschaftler) (1937–2021), deutscher Sportwissenschaftler und Hochschullehrer
- Hans-Jürgen Schaller (Chemiker) (1941–2007), deutscher Chemiker und Hochschullehrer
- Hans Karl Schaller (* 1960), österreichischer Gewerkschafter und Politiker (SPÖ)
- Hans Martin Schaller (1923–2005), deutscher Historiker
- Hans Otto Schaller (1883–1917), deutscher Kunsthistoriker und -händler
- Hans-Wolfgang Schaller (* 1944), deutscher Amerikanist, Literaturwissenschaftler und Hochschullehrer
- Heinrich Schaller (Musikinstrumentenbauer) (1859–nach 1913), deutscher Musikinstrumentenbauer
- Heinrich Schaller (Philosoph) (1900–1985), deutscher Philosoph und Historiker
- Heinrich Schaller (* 1959), österreichischer Manager
- Heinz Schaller (1932–2010), deutscher Molekularbiologe und Virologe
- Helmut W. Schaller (* 1940), deutscher Slawist
- Helmuth Schaller (auch Helmut Schaller; 1923–1999), deutscher Fernseh- und Radiotechniker, Unternehmer und Mitglied des Bayerischen Landtags
- Henning Schaller (1944–2024), deutscher Bühnenbildner und Hochschullehrer
- Henri Schaller (Journalist) (1886–1985), Schweizer Geistlicher, Journalist und Verleger
- Henri Gaspard de Schaller (1828–1900), Schweizer Politiker
- Herbert Schaller (1899–1966), deutscher Erziehungswissenschaftler und Professor für Erwachsenenbildung
- Herbert Schaller (Holocaustleugner) (1922–2018), österreichischer Anwalt und Holocaustleugner
- Hermann Schaller (1932–2025), steirischer Politiker (ÖVP), Landesrat
- Hubert Schaller-Kalide (1882–1976), deutscher General der Infanterie

### I
- Isaac Schaller (um 1527 – nach 1587), Leibarzt

### J
- Jakob Schaller (1604–1676), deutscher Philosoph und Theologe
- Jaroslaus Schaller (Josef Franz Jaroslaus Schaller; 1738–1809), böhmischer Historiker und Geograph
- Johann Schaller, 1840  (1840–1923), deutscher Kunstmühlenbesitzer und bayerischer Landtagsabgeordneter
- Johann Gottlieb Schaller (1734–1814), deutscher Insektenkundler
- Johann Michael Schaller (um 1680–um 1750), deutscher Holzbildhauer
- Johann Nepomuk Schaller (1777–1842), österreichischer Bildhauer
- Johanna Schaller, Geburtsname von Johanna Klier (* 1952), deutsche Leichtathletin
- Johannes Schaller (1785–1847), deutscher Steinhauer, Maurer, Maurermeister, Bürgermeister und Politiker
- Johannes Schaller (Psychologe) (* 1966), deutscher Psychologe, Theologe und Hochschullehrer für Rehabilitationspsychologie
- Josef Schaller (Heimatforscher) (1935–1998), deutscher Heimatforscher und Schriftsteller
- Josefine Schaller (* 2002), deutsche Fußballspielerin
- Joseph Schaller (Unternehmer) († um 1900), deutscher Unternehmer
- Joseph Schaller (1891–1936), Schweizer Architekt, siehe Denervaud und Schaller
- Joseph Schaller (Psychologe) (* 1942), schwedischer Psychologe und Hochschullehrer
- Julien de Schaller (1807–1871), Schweizer Politiker
- Julius Schaller (1810–1868), deutscher Philosoph

### K
- Karl von Schaller (1773–1842; auch Charles-Joseph Schaller), Schweizer Politiker, Staatsrat Freiburg, Tagsatzungsgesandter
- Karl Schaller (1846–1922), deutscher Jurist und Politiker, Oberbürgermeister von Meiningen
- Karl Schaller (Mediziner) (* 1964), deutscher Neurochirurg, Hochschullehrer und Verbandsfunktionär
- Karl Viktor Schaller (* 1959), deutscher Wissenschaftler, Unternehmer und Automobilmanager
- Käte Schaller-Härlin (1877–1973), deutsche Malerin
- Klaus Schaller (1925–2015), deutscher Erziehungswissenschaftler
- Klaus Schaller (Bodenkundler) (* 1942/1943), deutscher Bodenkundler
- Konrad Schaller (1943–2017), deutscher Fußballspieler

### L
- Laso Schaller (* 1988), brasilianisch-schweizerischer Extremsportler
- Ludwig Schaller (Bildhauer) (1804–1865), österreichischer Bildhauer
- Ludwig Schaller (Verleger) (1824–1865), württembergischer Fotograf, Fotohändler und -verleger
- Ludwig Schaller (Politiker) (1930–2009), deutscher Politiker (CSU)
- Luna Schaller (* 2001), deutsche Schauspielerin, siehe Luna Baptiste
- Lyle E. Schaller (1923–2015), US-amerikanischer Theologe und Gemeindeberater

### N
- Nicole Schaller (* 1993), Schweizer Badmintonspielerin

### O
- Oliver Schaller (* 1995), Schweizer Badmintonspieler
- Oskar Schaller (1923–2012), österreichischer Veterinäranatom und Hochschullehrer
- Otto Schaller (1859–1945), deutscher Ingenieur, Fabrikdirektor und Erfinder

### P
- Paul Schaller (1913–1989), Schweizer Kirchenmusiker und Komponist
- Paul Heiterer-Schaller (1885–1968), österreichischer Jurist und Ministerialrat
- Peter Schaller (* 1948), deutscher Diplomat
- Petra Schmidt-Schaller (* 1980), deutsche Schauspielerin
- Phil Schaller (* 2006), deutscher Popsänger und Songwriter
- Philipp Schaller (* 1978), deutscher Kabarettist und Autor

### R
- Rainer Schaller (1969–2022), deutscher Unternehmer
- Richard Schaller (1903–1972/1982/1989), deutscher Politiker (NSDAP), MdR
- Roland Schaller (* 1940), Schweizer Maler
- Rolf Schaller (* 1947), deutscher Heimatforscher
- Romain de Schaller (1848–1935), Schweizer Architekt
- Rudolf Schaller (1891–1984), deutscher Journalist, Schriftsteller, Übersetzer und Theaterkritiker
- Rudolf Schaller (General) (1894–1973), deutscher Generalmajor

### S
- Sigrid Schaller (1941–2024), deutsche Architektin
- Simone Schaller (1912–2016), US-amerikanische Leichtathletin
- Stefan Schaller (* 1982), deutscher Drehbuchautor und Filmregisseur
- Stephan Schaller (1910–1994), deutscher Theologe
- Stephan Schaller (Manager) (* 1957), deutscher Industriemanager

### T
- Theodor Schaller (1900–1993), deutscher Theologe
- Thérèse de Schaller (1858–1908), Schweizer Malerin
- Tim Schaller (Eishockeyspieler) (Timothy Robert Schaller; * 1990), US-amerikanischer Eishockeyspieler
- Tim Schaller (Handballspieler) (* 1999), deutscher Handballspieler
- Toni Schaller (1935–2016), Schweizer Schriftsteller

### V
- Veronica Schaller (* 1955), Schweizer Politikerin (SP)

### W
- Waldemar Theodore Schaller (1882–1967), amerikanischer Mineraloge
- Walter Schaller (vor 1900–1980), deutscher Fabrikant
- Werner Schaller (* 1943), deutscher Jurist, Justizschulleiter, Fachautor und Herausgeber
- Wilhelm Schaller (1864–1929), deutscher Musikinstrumentenbauer
- Willy Schaller (Musiker) (1888–1983), deutscher Violinist und Bratschist
- Willy Schaller (1923–1983), deutscher Politiker
- Wolf Schaller, deutscher Bergbauunternehmer
- Wolfgang Schaller (Mediziner) (1582–1626), deutscher Mediziner und Hochschullehrer
- Wolfgang Schaller (Autor) (* 1940), deutscher Kabarettautor und Intendant
- Wolfgang Schaller (Intendant) (* 1951), deutscher Theaterregisseur und Intendant
- Wolfgang Schaller (Bildhauer) (* 1955), deutscher Bildhauer